# Eberstedt
Eberstedt är en kommun och ort i Landkreis Weimarer Land i förbundslandet Thüringen i Tyskland.
Kommunen ingår i förvaltningsgemenskapen Bad Sulza tillsammans med kommunerna Bad Sulza, Großheringen, Niedertrebra, Obertrebra, Rannstedt och Schmiedehausen.